# 王湖伊津男
王湖 伊津男（おうこ いつお、1956年8月17日 - 2013年4月24日）は、北海道釧路市出身で友綱部屋に所属した大相撲力士。本名は鈴木 伊津男（すずき いつお）。最高位は東前頭14枚目（1982年7月場所）。現役時代の体格は179cm、154kg。得意手は左四つ、寄り。
引退後は長く、世話人として友綱部屋の後輩達の指導に当たった。

## 来歴・人物
地元・釧路市の春採中学校では、柔道で鳴らした。2年生の時、近所の風呂屋の主人（工藤東一）から角界入りを勧められ、直ちに上京。同郷の元小結・巴潟が率いる友綱部屋に入門し、1970年9月、14歳で初土俵を踏んだ。同期の初土俵には、後の横綱・千代の富士がいる。
なお、当初の四股名は、本名に因んだ「鈴木山」であった。
押し相撲に徹しきれなかったため出世のスピードは遅く、序ノ口に付いてから10年以上を経て、1981年3月場所で漸く十両に昇進。その間、1979年1月場所では6勝1敗の成績にて、玉龍・蜂矢・大徹・満山（後の嗣子鵬）らとの決定戦の末幕下優勝を遂げている。
1982年7月場所では新入幕を果たしたが、糖尿病を発症し大きな体を生かした持ち前の取り口が幕内では通じず、3勝12敗と大きく負け越して1場所で十両へと逆戻り。幕内は結局、この1場所しか務まらなかった。
以降は、糖尿病に罹った事もあり振るわず、一気に幕下まで急降下。一度十両に復帰したが靭帯を損傷し再び陥落。
現役晩年は幕下下位まで番付を落とし、1985年11月場所後、29歳で引退した。
引退後は世話人へと転身したが、元幕内力士が世話人になったのは、王湖が初めての例である。
世話人として長らく友綱部屋で後進を指導。稽古場、力士の日常生活、後援者の会合まで、兄弟子の友綱の片腕として活躍していたが、2013年3月場所後に体調を崩して入院。同年4月24日、肺炎のため、入院先の病院で死去した。56歳没。

## その他
- 新入幕の1982年7月場所は序盤より不振で15日間の対戦中十両力士が過半数の8人であった。幕内力士の対戦は十両5枚目以上が通例だが、十両6枚目の青葉山、榛名富士、7枚目の大飛との対戦もあった。13日目終了時点で1勝12敗だったが14日目、千秋楽と連勝し3勝で終えた。3勝とも十両力士からの勝ち星だった。なお入幕前の5月場所に栃剣と幕内で対戦し勝利している。幕内を15日皆勤して幕内力士から1勝も挙げられなかった力士は王湖が唯一である。
- 後姿が北の湖に似ているとも言われた。
- 姓名判断に興味を持っていた先代師匠が3つの四股名を提案し、王湖を選択した。因みにその場に同席していた西錦は四股名に拘りが無いため3つの候補から適当に「魁輝」を選んだ[1]。
- ヤンチャな性格で部屋の魁輝とは好対照を描いていたが、魁輝は意外と気は合ったと後に振り返っている[1]。

## 主な戦績
- 通算成績：341勝330敗20休 勝率.508
- 現役在位：91場所
- 幕内成績：3勝12敗 勝率.200
- 幕内在位：1場所
- 各段優勝
  - 幕下優勝：1回（1979年1月場所）

### 場所別成績
| | 一月場所 初場所（東京） | 三月場所 春場所（大阪） | 五月場所 夏場所（東京） | 七月場所 名古屋場所（愛知） | 九月場所 秋場所（東京）  | 十一月場所 九州場所（福岡） |
| --- | ----------------------- | ----------------------- | ----------------------- | --------------------------- | ------------------------ | --------------------------- |
| 1970年 （昭和45年） | x                       | x                       | x                       | x                           | （前相撲）               | 東序ノ口20枚目 3–4          |
| 1971年 （昭和46年） | 西序二段97枚目 1–6      | 西序二段92枚目 2–5      | 西序二段88枚目 4–3      | 東序二段66枚目 2–5          | 西序二段85枚目 2–5       | 西序二段94枚目 2–2          |
| 1972年 （昭和47年） | 東序二段82枚目 1–2      | 東序二段89枚目 0–0      | 東序二段89枚目 3–4      | 西序二段86枚目 6–1          | 西序二段25枚目 5–2       | 東三段目74枚目 2–5          |
| 1973年 （昭和48年） | 西序二段11枚目 2–5      | 東序二段37枚目 5–2      | 西序二段4枚目 2–5       | 東序二段26枚目 4–3          | 東序二段3枚目 5–2        | 東三段目58枚目 4–3          |
| 1974年 （昭和49年） | 西三段目44枚目 2–5      | 西三段目62枚目 4–3      | 東三段目47枚目 4–3      | 西三段目31枚目 1–6          | 西三段目60枚目 6–1       | 東三段目21枚目 3–4          |
| 1975年 （昭和50年） | 東三段目32枚目 4–3      | 西三段目17枚目 2–5      | 西三段目40枚目 5–2      | 西三段目13枚目 4–3          | 西三段目2枚目 休場 0–0–7 | 西三段目46枚目 5–2          |
| 1976年 （昭和51年） | 東三段目20枚目 5–2      | 東幕下55枚目 3–4        | 西三段目10枚目 4–3      | 東幕下60枚目 5–2            | 東幕下35枚目 4–3         | 東幕下25枚目 2–5            |
| 1977年 （昭和52年） | 東幕下46枚目 6–1        | 西幕下19枚目 4–3        | 東幕下14枚目 3–4        | 東幕下19枚目 4–3            | 西幕下16枚目 2–5         | 東幕下33枚目 5–2            |
| 1978年 （昭和53年） | 西幕下18枚目 4–3        | 西幕下12枚目 3–4        | 西幕下20枚目 3–4        | 東幕下28枚目 5–2            | 東幕下17枚目 3–4         | 西幕下25枚目 2–5            |
| 1979年 （昭和54年） | 東幕下45枚目 優勝 6–1   | 東幕下20枚目 5–2        | 東幕下8枚目 3–4         | 西幕下13枚目 3–4            | 西幕下20枚目 6–1         | 東幕下3枚目 3–4             |
| 1980年 （昭和55年） | 東幕下8枚目 2–5         | 東幕下24枚目 5–2        | 東幕下12枚目 4–3        | 東幕下8枚目 4–3             | 東幕下5枚目 4–3          | 西幕下2枚目 4–3             |
| 1981年 （昭和56年） | 東幕下筆頭 4–3          | 西十両13枚目 4–11       | 東幕下9枚目 5–2         | 西幕下2枚目 6–1             | 西十両11枚目 8–7         | 西十両9枚目 7–8             |
| 1982年 （昭和57年） | 西十両9枚目 8–7         | 東十両7枚目 8–7         | 西十両4枚目 10–5        | 東前頭14枚目 3–12           | 東十両7枚目 5–10         | 東幕下筆頭 2–5              |
| 1983年 （昭和58年） | 西幕下13枚目 4–3        | 西幕下10枚目 4–3        | 西幕下6枚目 2–5         | 西幕下19枚目 5–2            | 西幕下10枚目 3–4         | 東幕下18枚目 4–3            |
| 1984年 （昭和59年） | 東幕下11枚目 3–4        | 西幕下16枚目 3–4        | 西幕下24枚目 4–3        | 西幕下18枚目 6–1            | 西幕下6枚目 3–4          | 西幕下10枚目 4–3            |
| 1985年 （昭和60年） | 西幕下6枚目 4–3         | 西幕下2枚目 5–2         | 東十両12枚目 4–11       | 東幕下10枚目 0–1–6          | 西幕下45枚目 休場 0–0–7  | 西幕下45枚目 引退 6–1–0     |
| 各欄の数字は、「勝ち-負け-休場」を示す。 優勝 引退 休場 十両 幕下 三賞：敢=敢闘賞、殊=殊勲賞、技=技能賞 その他：★=金星 番付階級：幕内 - 十両 - 幕下 - 三段目 - 序二段 - 序ノ口 幕内序列：横綱 - 大関 - 関脇 - 小結 - 前頭（「#数字」は各位内の序列） |                         |                         |                         |                             |                          |                             |

### 幕内対戦成績
| 力士名 | 勝数 | 負数 | 力士名 | 勝数 | 負数 | 力士名 | 勝数 | 負数 | 力士名   | 勝数 | 負数 |
| ------ | ---- | ---- | ------ | ---- | ---- | ------ | ---- | ---- | -------- | ---- | ---- |
| 天ノ山 | 0    | 1    | 麒麟児 | 0    | 1    | 斉須   | 0    | 1    | 佐田の海 | 0    | 1    |
| 多賀竜 | 0    | 1    | 栃赤城 | 0    | 1    | 若獅子 | 0    | 1    |          |      |      |

## 改名歴
- 鈴木山 伊津男（すずきやま いつお、1970年11月場所-1976年3月場所）
- 王湖 伊津男（おうこ -、1976年5月場所-1985年11月場所）